# محمد الزرقطوني
مُحَمَّدُ الزَرْقْطُوْنِي (1927 - 18 يونيو 1954) كان مناضلا ومقاوما مغربيا في عهد ما يسمى الحماية الفرنسية. هو من أشهر مناضلي المقاومة المغربية، بل ويعتبر رمزا للمقاومة المغربية.

## نشأة
وُلد سنة 1927 بدرب السوينية في المدينة القديمة بالدار البيضاء المغربية. والدته كانت خدوج بنت رايس من مدينة فاس، وكان والده اسمه محمد الزرقطوني أيضا. كان محمد الزرقطوني الابن أول ولد في عائلته وله ثلاث أخوات. والده، محمد الزرقطوني الأب، كان مقدم زاوية الحمدوشية، وتعلم محمد الزرقطوني الابن في هذه الزاوية القراءة والكتابة. ثم التحق بالمدرسة العبدلاوية وهي مدرسة لتعليم الحديث ومن أوائل المدارس المستقلة الحرة التي أدارها المناضلون منذ أوائل عقد 1940.
بين الخامس عشر والسادس عشر من عمره، قرر أنه يريد لاستقلال المالي، فانصرف عن مدرسته لأجل الشغل لتحقيق هدفه، ولكنه لم يتوقف عن الدراسة. كان يطالع المصادر الغربية باللغة الفرنسية، خصوصا تلك التي لها بعد سياسي، كما أنه كان يقرأ المطبوعات المشرقية باللغة العربية. خلال هذه المطالعة، انفتح على ما حواليه على المستويات المغربي والمغاربي والعربي والعالمي، وتنامى لديه الوعي بمحيطه. ومن الجدير بالذكر أن هذا التطور تحقق في إطار عالمي سياسي معين، ألا وهو نهاية الحرب العالمية الثانية وموج الحركات التحررية التي تلتها، ولا بد أنه تفاعل مع تلك الوقائع وتأثر بها بشدة.

## من الرياضة إلى المقاومة
أسس محمد الزرقطوني نادي مولودية بوطويل بالمدينة القديمة، وأصبح مسؤولا عن العصبة المغربية لكرة القدم، التي نافس فيها فرق أحياء المدنية.

## عملية السوق المركزي
يوم 25 ديسمبر 1953، إثر نفي الملك المغربي محمد الخامس، قام الزرقطوني بعملية تفجير السوق المركزي في الدار البيضاء أي «مارشي سنطرال» (بالفرنسية: Marché Central) كما كان يعرف باللغة الفرنسية. وفارق الحياة يوم 18 يونيو 1954 في السجن.

## حياة شخصية
تزوج محمد الزرقطوني بالسيدة السعدية العلمي وهي مقاومة ومناضلة كذلك وهي ولدت عام 1936 بمدينة فاس المغربية.